# Lista tomów serii Dorohedoro
Ten artykuł zawiera listę tomów serii Dorohedoro autorstwa Q Hayashidy. Pierwszy rozdział ukazał się 30 listopada 2000 w pierwszym numerze magazynu „Spirits Zōkan Ikki” (przemianowanym w 2003 roku na „Gekkan Ikki”), publikowanym nakładem wydawnictwa Shōgakukan. Ostatni numer czasopisma opublikowano 25 września 2014, a serię przeniesiono do zastępczego magazynu „Hibana”, gdzie ukazywała się od 6 marca 2015 do 7 sierpnia 2017, kiedy to zaprzestano dalszej publikacji magazynu. Manga została wtedy przeniesiona do „Gekkan Shōnen Sunday”, w którym ukazywała się od 10 listopada tego samego roku do 12 września 2018. Razem opublikowano 167 rozdziałów, które później zostały skompilowane do 23 tankōbonów, które wydawane były od 30 stycznia 2002 do 12 listopada 2018. 12 lutego 2020 w „Gekkan Shōnen Sunday” opublikowano czternastostronicowy rozdział specjalny.
W Polsce prawa do dystrybucji mangi nabyło wydawnictwo Studio JG, pierwszy tom ukazał się zaś 6 maja 2022.
| Nr | Język japoński       | Język japoński         | Język polski         | Język polski           |
| Nr | Data wydania         | ISBN                   | Data wydania         | ISBN                   |
| --- | -------------------- | ---------------------- | -------------------- | ---------------------- |
| 1 | 30 stycznia 2002     | ISBN 978-4-09-188271-4 | 6 maja 2022          | ISBN 978-83-8001-894-5 |
| Lista rozdziałów - 001. Kajman (jap. カイマン Kaiman) - 002. Głodny Robal (jap. ハングリーバグ Hangurī bagu) - 003. Ten z koszmarów (jap. 悪夢の中のアイツ Akumu no naka no aitsu) - 004. Worek (jap. 袋の中 Fukuro no naka) - 005. Przy jedzeniu się nie hałasuje (jap. 食事中はお静かに Shokuji-chū wa oshizuka ni) - 006. Czarownik z dzielnicy obok (jap. 隣の町の魔法使い Tonari no machi no mahōtsukai) - Przeklęty dodatek (jap. 魔のおまけ Ma no omake) |                      |                        |                      |                        |
| 2 | 30 września 2002     | ISBN 978-4-09-188272-1 | 25 lipca 2022        | ISBN 978-83-8001-935-5 |
| Lista rozdziałów - 007. Noc umarłych (jap. 死者の夜 Shisha no yoru) - 008. Wielka draka na Placu Towarowym (jap. 血闘!!中央デパート前 Chitō!! Chūō depāto mae) - 009. Raz, dwa, trzy – jaszczurka tańczy! (jap. トカゲも踊る盛り沢山 Tokage mo odoru moridakusan) - 010. Pieczeń z kaczki w sosie czarownikowym (jap. 鴨のロースト魔法使い添え Kamo no rōsuto mahōtsukai soe) - 011. Dziurowy Turniej Tumanów (jap. 統一魔界なんちてトーナメント Tōitsu makaina n chite tōnamento) - Przeklęty dodatek (jap. 魔のおまけ Ma no omake) |                      |                        |                      |                        |
| 3 | 30 czerwca 2003      | ISBN 978-4-09-188273-8 | 24 listopada 2022    | ISBN 978-83-8001-970-6 |
| Lista rozdziałów - 012. Na bal zapraszamy w kreacjach wieczorowych (jap. 舞踏会へは正装でおこし下さいませ Budōkai e wa seisō de okoshi kudasaimase) - 013. Szczęśliwego Dziurowego Roku (jap. ゆく年くる年 in“ホール" Yuku toshi kuru toshi in „Hōru”) - 014. Kajman w Krainie Czarów (jap. 魔法の国のカイマン Mahō no kuni no Kaiman) - 015. Nieznana historia toalety ogniowej (jap. 炎洗式トイレ秘話 Honō arai-shiki toire hiwa) - 016. Dziewczyna, co dym sprzedawała (jap. ケムリ売りの少女 Kemuri uri no shōjo) - 017. Grzybowita, grzybowita – to wyżerka znakomita! (jap. キノコの山は食べ盛り Kinoko no yama wa tabezakari) - Przeklęty dodatek (jap. 魔のおまけ Ma no omake) |                      |                        |                      |                        |
| 4 | 30 stycznia 2004     | ISBN 978-4-09-188274-5 | 25 stycznia 2023     | ISBN 978-83-8257-028-1 |
| Lista rozdziałów - 018. Pierwszy dym (jap. はじめてのケムリ Hajimete no kemuri) - 019. Elegia studzienkowa (jap. マンホール哀歌 Manhōru erejī) - 020. All Star ☆ Bejsbolowa uczta! (jap. オールスター☆夢の球宴 Ōru sutā ☆ yume no kyūen) - 021. All Star ☆ Bejsbolowa eksplozja emocji! (jap. オールスター☆夢の球宴白熱!! Ōru sutā ☆ yume no kyūen hakunetsu!!) - 022. Im więcej jaszczurów, tym lepiej ❤ (jap. トカゲ増量中❤ Tokage zōryō-chū ❤) - 023. Szczęśliwej drogi już czas (jap. いい日、旅立ち。 Ī hi, tabidachi.) - Przeklęty dodatek (jap. 魔のおまけ Ma no omake) |                      |                        |                      |                        |
| 5 | 30 sierpnia 2004     | ISBN 978-4-09-188275-2 | 23 marca 2023        | ISBN 978-83-8257-039-7 |
| Lista rozdziałów - 024. Raz, dwa, trzy – potwór patrzy! (jap. ラララ怪人くん Rarara kaijin-kun) - 025. Na bogato i kopiato (jap. ゴージャス＆モリモリ Gōjasu & mori mori) - 026. Blue Night Land (jap. ブルーナイト・ランド Burū naito rando) - 027. Ach, Hanakemuri! (jap. 嗚呼、『花煙』 Aa, „hana kemuri”) - 028. Najpiękniejszy placek z mięsem (jap. すてきなミートパイ Sutekina mīto pai) - 029. Rzadki okaz wkracza na scenę! (jap. 珍キノコ出現!! Chin kinoko shutsugen!!) - 030. Witaj, Grzybku! ❤ (jap. キノコちゃん、いらっしゃ～い❤ Kinoko-chan, irassha～i ❤) - Przeklęty dodatek (jap. 魔のおまけ Ma no omake) |                      |                        |                      |                        |
| 6 | 28 lutego 2005       | ISBN 978-4-09-188276-9 | 2 czerwca 2023       | ISBN 978-83-8257-174-5 |
| Lista rozdziałów - 031. Lonely Kajman (jap. ロンリー・カイマン Ronrī Kaiman) - 032. Nieznajomy nocną porą (jap. 真夜中の怪人 Mayonaka no kaijin) - 033. Jeden koszmar temu (jap. ナイトメア・ビフォー Naitomea bifō) - 034. Ostrożnie z dżemonami (jap. まんじゅうコワイ Manjū kowai) - 035. Batatowe rendez-vous (jap. ヤキイモ・ランデブー Yakīmo randebū) - 036. The Boss (jap. ザ・ボス Za bosu) - Przeklęty dodatek (jap. 魔のおまけ Ma no omake) |                      |                        |                      |                        |
| 7 | 28 października 2005 | ISBN 978-4-09-188277-6 | 3 sierpnia 2023      | ISBN 978-83-8257-221-6 |
| Lista rozdziałów - 037. Spotkamy się przy jadłowozie (jap. 屋台で逢いましょう Yatai de aimashou) - 038. Placuszki, cy... czy cuś (jap. お、パイぽろぽろ O, pai poro poro) - 039. On ją, ona jego – walka na całego (jap. ボーイ ミーツ ガール＝バトル！ Bōi mītsu gāru = batoru!) - 040. Zasoby należy oszczędzać ❤ (jap. 資源を大切に！ Shigen o taisetsu ni!) - 041. Jak kolacja, to z kimś bliskim (jap. 夕食は、いい人と Yūshoku wa, ī hito to) - 042. Przejażdżka w obłokach (jap. モクモク・ドライブ！ Moku moku doraibu!) - 043. Krwawa jatka w domu strachów i flaków (jap. 恐怖！血みどろ館 惨殺の輪舞 Kyōfu! Chimidoro-kan zansatsu no rinbu) - Przeklęty dodatek (jap. 魔のおまけ Ma no omake) |                      |                        |                      |                        |
| 8 | 30 maja 2006         | ISBN 978-4-09-188278-3 | 26 września 2023     | ISBN 978-83-8257-253-7 |
| Lista rozdziałów - 044. Wiwat małżeństwo (jap. 夫婦善哉 Fūfuzenzai) - 045. Krzyżooka figura (jap. 十字目ドール Jūji-me dōru) - 046. Podziemne królestwo Mastemy (jap. マステマ・サブナード Masutema sabunādo) - 047. Krzyżooka smutna historia (jap. 十字目哀史 Jūji-me aishi) - 048. Sweet Home (jap. スイートホーム Suīto hōmu) - 049. Przebłyski ☆ młodości (jap. キラリ☆青春 Kirari ☆ seishun) - Przeklęty dodatek (jap. 魔のおまけ Ma no omake) |                      |                        |                      |                        |
| 9 | 30 stycznia 2007     | ISBN 978-4-09-188279-0 | 11 grudnia 2023      | ISBN 978-83-8257-261-2 |
| Lista rozdziałów - 050. W wirującym wirze wspomnień (jap. めぐるめぐるよ記憶がめぐる...... Meguru meguru yo kioku ga meguru......) - 051. Coming Black Hole (jap. カムバック ホール Kamubakku hōru) - 052. Bogaty żuczek ♪ (jap. コガネムシは金持ちだ♪ Koganemushi wa kanemochida ♪) - 053. Z masarza niezła sztuka ❤ (jap. かわいいお肉屋さん❤ Kawaī onikuyasan ❤) - 054. Drzwi do przeszłości (jap. 過去への扉 Kako e no tobira) - 055. Ich ostatnia noc (jap. 最後の夜・2人 Saigo no yoru 2-ri) - Przeklęty dodatek (jap. 魔のおまけ Ma no omake) |                      |                        |                      |                        |
| 10 | 30 lipca 2007        | ISBN 978-4-09-188280-6 | 23 lutego 2024       | ISBN 978-83-8257-267-4 |
| Lista rozdziałów - 056. Meguri ai ame (jap. めぐり逢い・雨) - 057. Tabi wa michidzure (jap. 旅は道連れ) - 058. Kozeni rabu ❤ (jap. 小銭LOVE❤) - 059. Kinoko fukkatsu! (jap. キノコ復活！) - 060. Sayonara Kaiman (jap. さよならカイマン) - 061. Mahō to jūtan (jap. 魔法とジュータン) - Przeklęty dodatek (jap. 魔のおまけ Ma no omake) |                      |                        |                      |                        |
| 11 | 29 lutego 2008       | ISBN 978-4-09-188283-7 | 26 kwietnia 2024     | ISBN 978-83-8257-410-4 |
| Lista rozdziałów - 062. W sercu żar ❤ (jap. ハート炎上❤ Hāto enjō ❤) - 063. Ulotna piana pamięci (jap. 記憶の泡 Kioku no awa) - 064. Serce nie sługa – lecz żołądka słucha (jap. 胸先三寸・腹ひとつ Munasakisanzun hara hitotsu) - 065. Krzyżookiego gościnne występy (jap. 十字君遠征 Jūji-kun ensei) - 066. Ponowne spotkanie w odmiennym kształcie (jap. 異形ノ再会 Igyō no saikai) - 067. Umiejętność błyskawiczna (jap. 刹那スキル Setsuna sukiru) - Przeklęty dodatek (jap. 魔のおまけ Ma no omake) |                      |                        |                      |                        |
| 12 | 30 września 2008     | ISBN 978-4-09-188284-4 | 28 czerwca 2024      | ISBN 978-83-8257-469-2 |
| Lista rozdziałów - 068. Szok i dezorientacja (jap. 混乱ショップ Konran shokku) - 069. Pobłąkana pogoń (jap. 彷徨いチェイス Samayoi cheisu) - 070. Black Box (jap. ブラックボックス Burakku bokkusu) - 071. Lokal 501 (jap. 501号室 501-gōshitsu) - 072. Mosh Pit (jap. モッシュ・ピット Mosshu pitto) - 073. En-bossing (jap. エンボス加工 Enbosu kakō) - Przeklęty dodatek (jap. 魔のおまけ Ma no omake) |                      |                        |                      |                        |
| 13 | 29 maja 2009         | ISBN 978-4-09-188285-1 | 27 sierpnia 2024     | ISBN 978-83-8257-516-3 |
| Lista rozdziałów - 074. Krzyżoocy na nagłówkach (jap. 十字のニュース Jūji no nyūsu) - 075. Ideodrom (jap. イデア・ドローム Idea dorōmu) - 076. Luck ★ Jerky (jap. ラッキー★ジャーク Rakkī ★ Jāku) - 077. Magia od razu zaawansowana (jap. 序ウキュウ魔法 Jōkyū mahō) - 078. Ballada o szczęściu i zniszczeniu (jap. 破チアワセのバラッド Yabuchiawase no baraddo) - 079. Pytania i odpowiedzi (jap. 急＆A Kyū ando A) - Przeklęty dodatek (jap. 魔のおまけ Ma no omake) |                      |                        |                      |                        |
| 14 | 29 stycznia 2010     | ISBN 978-4-09-188286-8 | 28 października 2024 | ISBN 978-83-8257-564-4 |
| Lista rozdziałów - 080. Ai Contact (jap. アイコンタクト Ai kontakuto) - 081. U demona przy stole (jap. Demonの食卓 Demon no shokutaku) - 082. Headbangers’ Journey (jap. ヘッドバンガーズ・ジャーニー Heddobangāzu jānī) - 083. Ground Zero (jap. グラウンド・ゼロ Guraundo zero) - 084. Killing Field (jap. キリングフィールド Kiringu fīrudo) - 085. Morphing (jap. モーフィン Mōfin) - Przeklęty dodatek (jap. 魔のおまけ Ma no omake) |                      |                        |                      |                        |
| 15 | 30 listopada 2010    | ISBN 978-4-09-188287-5 | 30 grudnia 2024      | ISBN 978-83-8257-626-9 |
| Lista rozdziałów - 086. Kopacz (jap. プレースキッカー Purēsukikkā) - 087. Miazga czacha (jap. グチャノコウベ Gucha no kōbe) - 088. Strange Love (jap. ストレンジラヴ Sutorenji ravu) - 089. Dzień zero (jap. ０日前 0-nichi mae) - 090. Świadek naoczny (jap. アイウィットネス Aiwitonesu) - 091. Nikczemna metamorfoza (jap. 魔改造 Ma kaizō) - 092. W(h)ole in one (jap. ホールインワン Hōru in wan) - 093. Pozostałe naboje (jap. 残弾 Zandan) - Przeklęty dodatek (jap. 魔のおまけ Ma no omake) |                      |                        |                      |                        |
| 16 | 28 października 2011 | ISBN 978-4-09-188288-2 | 20 lutego 2025       | ISBN 978-83-8257-662-7 |
| Lista rozdziałów - 094. Cross Replay (jap. クロスリプレイ Kurosu ripurei) - 095. Rywalizacja teoretyczna (jap. 観念的競合 Kannentekikyōgō) - 096. Szpital bezczynszowy (jap. 無賃貸病棟 Mu chintai byōtō) - 097. Niezwykłe przygody gamonia Fujity (jap. ヘナチョコふじたの大冒険 Henachoko fujita no dai bōken) - 098. Przemiana (jap. 変態 Hentai) - 099. Przesłuchanie cząstkowe (jap. 遊胴尋問 Yūdō jinmon) - 100. Półprzezroczysty (jap. 反透明 Han tōmei) - 101. Bezbarwny bohater (jap. 英雄無色 Eiyū mushoku) - Przeklęty dodatek (jap. 魔のおまけ Ma no omake) |                      |                        |                      |                        |
| 17 | 28 września 2012     | ISBN 978-4-09-188605-7 | 8 maja 2025          | ISBN 978-83-8257-703-7 |
| Lista rozdziałów - 102. Intersekcja ukrytych intencji (jap. 思惑ジャンクション Omowaku jankushon) - 103. Molestowanie entomologiczne (jap. 虫虫ハラスメント Mushi mushi harasumento) - 104. Bezdźwięczne ponowne spotkanie (jap. 再会サイレント Saikai sairento) - 105. Podziemna sekcja gastronomiczna (jap. デパ地下フルコース Depa chika furu kōsu) - 106. Bagno (jap. ドロ沼 Doro numa) - 107. Śluz ofiarny (jap. ヘドロの生贄 Hedoro no ikenie) - 108. Mirażowy punkt orientacyjny (jap. 蜃気楼ランドマーク Shinkirō randomāku) - 109. Serio blisko, serio (jap. 間近マジカ Madjika majika) - Przeklęty dodatek (jap. 魔のおまけ Ma no omake) |                      |                        |                      |                        |
| 18 | 28 czerwca 2013      | ISBN 978-4-09-188625-5 | 26 czerwca 2025      | ISBN 978-83-8257-766-2 |
| Lista rozdziałów - 110. Podpucha ze wskrzeszeniem (jap. 復活ブラフ Fukkatsu burafu) - 111. Zamek na jeziorze (jap. 湖上の楼閣 Kojō no rōkaku) - 112. Deep House (jap. ディープハウス Dīpu hausu) - 113. Labirynt na ślepo (jap. 不覚ラビリンス Fukaku rabirinsu) - 114. Truposze przewodowe (jap. 有線亡者 Yūsen mōja) - 115. Cracking Tube (jap. クラッキングチューブ Kurakkingu chūbu) - 116. Granie w rozczłonkowanie (jap. バラバラキャプチャー Bara bara kyapuchā) - 117. Fragmentaryczny dom towarowy (jap. バラバラ百貨店 Bara bara hyakkaten) - Przeklęty dodatek (jap. 魔のおまけ Ma no omake) |                      |                        |                      |                        |
| 19 | 30 czerwca 2014      | ISBN 978-4-09-188656-9 | —                    |                        |
| Lista rozdziałów - 118. Kaigō (jap. 邂逅) - 119. Akuma no ensoku (jap. 悪魔の遠足) - 120. Seitai rinobēshon (jap. 生体リノベーション) - 121. Haru no dai undōkai (jap. ハルの大運動会) - 122. Hara no soko (jap. 腹の底) - 123. Otsumu tenten (jap. おつむ転々) - 124. Akuma no mizoochi (jap. 悪魔の鳩尾) - 125. Kishō bui (jap. 希少部位) - 126. Jiyū kōdō (jap. 自由行動) - 127. Innen ribāsu (jap. 因縁リバース) - Ma no omake (jap. 魔のおまけ) |                      |                        |                      |                        |
| 20 | 30 września 2015     | ISBN 978-4-09-188684-2 | —                    |                        |
| Lista rozdziałów - 128. Dotanba rezarekushon (jap. 土壇場レザレクション) - 129. Omowaku no hōru (jap. 思惑のホール) - 130. Gōdatsu honpurīto (jap. 強奪コンプリート) - 131. Shihai vs shihai (jap. 支配 vs 支配) - 132. Chiri chiri rokku auto (jap. 散り散りロックアウト) - 133. Kuroi machi (jap. 黒い町) - 134. Zangai to chikai (jap. 残骸と誓い) - 135. Akuma no kimagure gyōza (jap. 悪魔のきまぐれギョーザ) - 136. Go ranshin kamubakku (jap. ご乱心カムバック) - 137. Meikyū torekku (jap. 迷宮トレック) - Ma no omake (jap. 魔のおまけ) |                      |                        |                      |                        |
| 21 | 30 września 2016     | ISBN 978-4-09-188689-7 | —                    |                        |
| Lista rozdziałów - 138. Kaiteki disutopia (jap. 快適ディストピア) - 139. Yūkai setto appu (jap. 融解セットアップ) - 140. Akuma tobaku (jap. 悪魔賭博) - 141. Ikenie no negai (jap. 生贄の願い) - 142. Mōkin kuritikaru (jap. 猛菌クリティカル) - 143. Bāsudei (jap. バースデイ) - 144. Genkai ekusupanshon (jap. 限界エクスパンション) - 145. Kakon (jap. 禍根) - 146. Sayonara furu suingu (jap. さよならフルスイング) - 147. Nengan bāsudei (jap. 念願バースデイ) - Ma no omake (jap. 魔のおまけ) |                      |                        |                      |                        |
| 22 | 30 czerwca 2017      | ISBN 978-4-09-188692-7 | —                    |                        |
| Lista rozdziałów - 148. Heru tomo (jap. ヘル友) - 149. Chū no naka no naka wa nanana (jap. 中の中の中はナナナ) - 150. Hōru gurume ripōto (jap. ホールグルメリポート) - 151. Ikūkan o yumemite (jap. 異空間を夢見て) - 152. Mirai yohō, nochi ni do shaburi (jap. 未来予報、のちにどしゃぶり) - 153. Hōru-kun kazoeuta (jap. ホールくん数え歌) - 154. Wakare no amaoto (jap. 別れの雨音) - 155. Ore ga Kaiman da (jap. オレがカイマンだ) - Ma no omake (jap. 魔のおまけ) |                      |                        |                      |                        |
| 23 | 12 listopada 2018    | ISBN 978-4-09-188693-4 | —                    |                        |
| Lista rozdziałów - Tokubetsu-hen: Tokage otoko Kaiman to mahō no nae (jap. 特別編 トカゲ男カイマンと魔法の苗) - 156. Take no naka no kōbō (jap. 茸の中の攻防) - 157. Sono mahō wa gyōi (jap. その魔法はギョー意) - 158. Shō no fukkatsu shō (jap. 消の復活ＳＨＯＷ) - 159. Omedetō, saikai (jap. おめでとう、再会) - 160. Fukai ana to ōkina yama (jap. 深い穴と大きな山) - 161. Uramitsurami chitose mannen (jap. ウラミツラミ千年万年) - 162. Shokking sugao (jap. ショッキング素顔) - 163. Namakubi kororin (jap. 生首ころりん) - 164. Dai hōshutsu gyōza midare uchi (jap. 大放出ギョーザ乱れ撃ち) - 165. Dorohedoro (jap. ドロヘドロ) - 166. Naitemowarattemo saishū kessen (jap. 泣いても笑っても最終決戦) - 167. Sayōnara ōru sutā (jap. 魔の最終話 さようならオールスター) - Ma no omake (jap. 魔のおまけ) |                      |                        |                      |                        |